# ライフガーデンにらさき

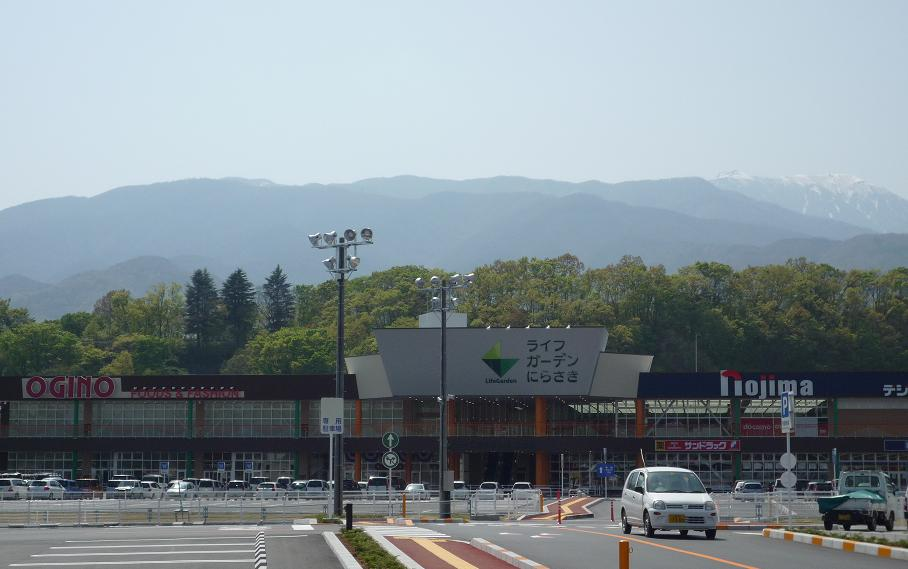
工事中の様子(2009年4月19日撮影)

ライフガーデンにらさきは山梨県韮崎市にあるネイバーフッド型ショッピングセンター（NSC：小商圏型SC）である。2009年（平成21年）4月29日グランドオープン。

## 概要
韮崎駅の東側に流れる黒沢川の先にあった片倉工業跡地約75,000m2に2008年（平成20年）6月4日着工で建設された。事業主は大和ハウス工業系列の「ダイワロイヤル」で、スーパーマーケットやホームセンター、家電量販店など30店以上が入居する。当店舗が開業する前の3月末に閉鎖となった、韮崎駅前のルネス（旧イトーヨーカドー韮崎店）から移転したテナントが多い。競合店舗は約4キロ南東側の甲斐市にあるユニーのショッピングセンター「ラザウォーク甲斐双葉」。

## 施設概要
- 所在地：韮崎市若宮2丁目[1]2-23
- 売場面積：18,200m2[1]
- 駐車場：収容台数 786台[1]
- 駐輪場：収容台数 131台

## 入居店舗
メインエリア
- オギノ韮崎駅前店（総合スーパー） - 核店舗（店舗面積は4,150m2）[1]。2004年（平成16年）9月から2007年（平成19年）8月26日までルネスに入居していた[4]。1階は食料品、2階は服飾、寝具[1]。
- ノジマ（家電量販店）[1] - 国道141号沿いに出店していた旧店舗からの移転。
- サンドラッグ（ドラッグストア）[1]
- シュープラザ（シューズ）
- ザ・ダイソー（100円ショップ） - ルネスに入居していた。
- 山梨中央銀行キャッシュコーナー（ATM）
- プラージュ（理容・美容） - 5月上旬に開店。
- 西松屋（ベビー・子供・キッズ用品）
- アウトレット-J（ジーンズ&カジュアル） - ルネスに入居していた。
- カワイ音楽教室（音楽教室）
- 宮脇書店（書店）

ホームセンターエリア
- ケーヨーD2（ホームセンター）[1]

北部エリア
- マルハン（パチンコ）[1]

## 交通アクセス
- 中央自動車道韮崎インターチェンジより自動車で5分。
  - 山梨県道27号韮崎昇仙峡線を韮崎駅方面へ走行。
- 中央本線韮崎駅より徒歩4分
- 韮崎市民バスのバスが1日数本乗り入れている。